# Dolicheremaeus lineolatus
Dolicheremaeus lineolatus är en kvalsterart som beskrevs av Balogh och Sandór Mahunka 1967. Dolicheremaeus lineolatus ingår i släktet Dolicheremaeus och familjen Tetracondylidae. Inga underarter finns listade i Catalogue of Life.